# Verdrag van Lambeth (1212)
Het Verdrag van Lambeth is de naam gegeven aan twee verdragen die op 4 mei 1212 door koning Jan van Engeland met de graven Reinoud I van Dammartin en Boulogne en Ferrand van Vlaanderen afsloot.
Tegen 1212 was Jan zijn Angevijnse bezittingen in Frankrijk kwijtgeraakt. Reinouds gebieden waren ook na een conflict met de koning Filips II van Frankrijk door deze aangeslagen. Reinoud overhaalde andere Franse vazallen, waaronder Ferrand bij wie het hem afgedwongen verdrag van Pont-à-Vendin nog steeds hoog zat, om samen met Jan van Engeland een coalitie tegen Filips II te vormen. In ruil hiervoor werd hen verscheidene lenen in Engeland en een jaargeld te ontvangen. In het op 4 mei 1212 afgesloten verdrag beloofde beide graven geen aparte vrede zullen sluiten met Filips II of zijn zoon Lodewijk zonder de instemming van Jan.
Dit verdrag zou er ook voor zorgen dat beide graven zouden meevechten in de Slag bij Bouvines waarin beiden werden gevangen genomen.